# جوان بيز
جوان شاندوس بايز (/[invalid input: 'icon']ˈbaɪ.ɛz/) (مواليد 9 من يناير 1941م، باسم جوان شاندوس بايز) هي مغنية فلكلورية أمريكية وكاتبة غنائية وموسيقية، وأيضًا ناشطة بارزة في مجالات حقوق الإنسان والسلام والعدالة البيئية.
وتتمتَّع بايز بأسلوب صوتي مُميَّز، بتأثير الاهتزاز القوي. وقد قامت بيز بتسجيل عدد كبير من الأغاني المحلية والأغاني التي تتناول المواضيع الاجتماعية.
بدأت بايز مهنتها في العزف في المقاهي في مدينتي بوسطن وكامبريدج، واشتهرت كعازفة غير مُعلن عنها في مهرجان نيوبورت للموسيقى الفلكلورية في دورته عام 1959م. وأخذت بايز في تسجيل أسطواناتها عام 1960، ممَّا أدَّى إلى نجاحها الباهر والسريع. وأصدرت بايز أول ثلاثة ألبومات لها وهي جوان بايز (Joan Baez) وجوان بايز، الإصدار الثاني (Joan Baez, Vol. 2)، وأيضًا جوان بايز في حفلة موسيقية (Joan Baez in Concert)، وحصدت هذه الألبومات جميعًا لقب السجل الذهبي، واستمرت ضمن قائمة أنجح ألبوم لمدة عامين.
قامت بايز بتسجيل إحدى أنجح الأغاني الشهيرة وهي «الألماس والصدأ» (Diamonds & Rust) وقامت بإعادة تسجيل نسخ غلاف لأغنية فيل أوتشز تحت عنوان «موجود لكن من أجل القدر» (There but for Fortune)، وكذلك أغنية لفرقة الباند تحت عنوان «الليلة التي يُوصلون فيها أولد ديكسي داون»(The Night They Drove Old Dixie Down). وهناك بعض الأغاني الأخرى التي اشتركت فيها بايز مع مغنيين آخرين من بينها: «، الوداع، أنجيلينا» (Farewell, Angelina) و«الحب كلمة من أربعة أحرف» (Love Is Just a Four-Letter Word) و«جو هيل» (Joe Hill) و«السيد جالاهاد اللطيف» (Sweet Sir Galahad) وأيضًا «سننتصر» (We Shall Overcome). وقد عزفت بايز ثلاث أغاني في مهرجان وودستوك للموسيقى (Woodstock Festival) عام 1969، والذي ساعد على إلقاء الضوء على أغاني بوب ديلن وتقديمها إلى ساحة الشهرة المحلية، كما أظهرت بايز التزامها الدائم والمتواصل بالقضايا السياسية والاجتماعية من خلال عملها في النشاط السياسي والاجتماعي في مجالات اللاعنف والحقوق المدنية وحقوق الإنسان وأيضًا قضايا البيئة.
ولقد عزفت بايز أمام الجماهير لأكثر من 53 عامًا، وأصدرت أكثر من 30 ألبومًا. وتتحدث بايز اللغتين الإسبانية والإنجليزية بطلاقة، ولذلك فقد سجَّلت أغاني بست لغات أخرى على الأقل. وتُعتبر بايز مغنية فلكلور، على الرغم من تنوُّع أغانيها منذ ستينيات القرن الماضي، والتي اشتملت على كل الأنواع الموسيقية من الروك الفلكلوري وأيضًا البوب، وحتى موسيقى الريف وموسيقى الغوسبل (الغناء الإنجيلي). وبالرغم من أنها كاتبة غنائية، تُعتبر بايز بشكل عام مُترجمة لأعمال الفنانين الآخرين، وذلك بعد قيامها بتسجيل بعض الأغاني مع فرقة ذا أول مان برذرز باند،(The Allman Brothers Band)و البيتلز (The Beatles) وجاكسون براون وبوب ديلان وفيوليتا بارا ووودي غثري وفرقة ذا رولينغ ستونز (The Rolling Stones) وبيت سيغر وبول سايمون وستيفي وندر وليونارد كوهين وآخرين غيرهم. وفي الأعوام الأخيرة، استطاعت بايز أن تنجح في ترجمة أغاني الكتَّاب الغنائيين الجُدد مثل راين آدامز وجوش ريتر وستيف إيرل وناتالي ميرشانت.

## نشاطها الاجتماعي والسياسي
كُرّمت بيز بجائزة روح أمريكانا/ الخطاب الحر في حفل توزيع جوائز وأوسمة أمريكانا الموسيقية عام 2008، مكافأةً لعقود من نشاطها المتفاني.

### خمسينيات القرن العشرين
تأثرت بيز بخطاب مارتن لوثر كينغ عن السلمية، والحقوق المدنية والتغيير الاجتماعي عندما سمعته لأول مرة عام 1956، وبعد مرور عدة سنوات أصبحت صديقة للوثر كينغ، وشاركت في العديد من تظاهرات حركة الحقوق المدنية التي ساهم في تنظيمها.

### الحقوق المدنية
شهدت السنوات الأولى من مسيرة بيز المهنية تحوّل حركة الحقوق المدنية في الولايات المتحدة الأمريكية لقضية بارزة، وقد كسبت بيز ارتباطاً دائماً بأغنية «سوف ننتصر»، التي كتبها بيت سيغر وغاي كاراوان ومثلت نشيد الحقوق المدنية، عندما أدتها أثناء مسيرة الحقوق المدنية إلى واشنطن عام 1963، وبعد ذلك غنتها مجدداً في ساحة سبراول العامة خلال تظاهرات حركة الخطاب الحر في منتصف ستينيات القرن العشرين في جامعة كاليفورنيا، بيركلي، بالإضافة إلى العديد من التجمعات والتظاهرات الأخرى.
استُخدمت نسخة بيز المسجلة لأغنية «بيرمنغهام سنداي» (1964)، والتي كتبها صهرها ريتشارد فارينيا، في افتتاحية فيلم سبايك لي الوثائقي «4 فتيات صغيرات» (1997)، الذي تحدث عن أربع ضحايا يافعات قُتلن في تفجير الكنيسة المعمدانية في الشارع 16 عام 1963.
أعلنت بيز عام 1965 أنها ستفتتح مدرسة لتعليم التظاهرات السلمية، وشاركت كذلك في مسيرات سلما لمونتغمري من أجل حقوق التصويت عام 1965.
زعم تقرير لمكتب التحقيقات الفدرالي يعود لعام 1968 تورّط بيز بعلاقة حميمية مع مارتن لوثر كينغ في ستينيات القرن العشرين، وهو اتهام وصفه أستاذ التاريخ كليبورن كارسون، مدير معهد مارتن لوثر كينغ الابن للبحث والتعليم، كجزء من حملة لتلطيخ سمعة كينغ، علماً أن التقرير أُصدر من الأرشيف الوطني في تشرين الثاني/ نوفمبر عام 2017 كأحد المستندات التي كان من المفترض أن تتعلق باغتيال جون ف. كينيدي.
وبعدما أصبح حضورها ملفتاً في مسيرات الحقوق المدنية، تعالت صراحة بيز عن معراضتها لحرب الفيتنام، وفي عام 1964 صادقت علناً على ممانعة الضرائب باحتجازها 60% من ضرائب دخلها لعام 1963، وأسست في العام التالي معهد دراسة السلمية (بمشاركة مرشدها ساندبريل) وشجعت إنشاء مشروع للمقاومة في حفلاتها الموسيقية، وتفرع المعهد المذكور لمركز موارد الحراك السلمي تباعاً.
صدرت عام 1966 السيرة الذاتية لبيز، والمسماة بـ«الفجر» (Daybreak)، لتكون التقرير الأكثر تفصيلاً عن حياتها حتى ذلك العام، ملخصةً موقف بيز المناهض للحرب، وأُهديت للرجال المعاقَبين بالسجن جراء ممانعتهم الخدمة العسكرية.
اعتُقلت بيز مرتين في عام 1967 لسدها مدخل مركز فحص مجندي القوات المسلحة الجدد في أوكلاند الواقعة في كاليفورنيا، وقضت مدة تزيد عن الشهر في السجن.

## حقوق الإنسان
لعبت بيز دوراً رئيسياً في تأسيس قسم الولايات المتحدة الأمريكية من منظمة العفو الدولية في سبعينيات القرن العشرين، وتابعت بكونها داعمة ناشطة للمنظمة.
وقد أدت تجارب بيز المتعلقة بانتهاكات حرب الفيتنام لحقوق الإنسان إلى تأسيسها مجموعتها الخاصة في أواخر سبعينيات القرن الشعرين، وأسمتها هيومانيتاس العالمية، وقد ركزت على استهداف الاضطهاد أينما وقع، وانتقدت الأنظمة اليمينية واليسارية على حد سواء.
حازت بيز عام 1976 على جائزة توماس ميرتون تقديراً لنشاطها المستمر، ومن ثم جالت كلاً من تشيلي، والبرازيل والأرجنتين في عام 1981، ولكنها مُنعت من الغناء في أي منها، خوفاً من وصول انتقادها لممارسات حقوق الإنسان في هذه الدول لجماهير غفيرة إذا اعتلت المسرح.
وفي عام 1989، كتبت بيز أغنية «الصين» عقب مجزرة تيانانمن في بكين، وأدانت بها الحكومة الصينية لقمعها العنيف والدموي لآلاف الطلاب المتظاهرين الذين نادوا بتأسيس جمهورية ديموقراطية.

## كتابات أخرى
- Baez, Joan. 1968. Daybreak — An Intimate Journal. New York City, New York: Dial Press.
- Baez, Joan, 1987. And a Voice to Sing With: A Memoir. New York City, New York: Summit Books. ISBN 0-671-40062-2
- Baez, Joan. 1988. And a Voice to Sing With: A Memoir. Century Hutchinson, London, U.K. ISBN 0-7126-1827-9
- Fuss, Charles J., 1996. Joan Baez: A Bio-Bibliography (Bio-Bibliographies in the Performing Arts Series). Westport, Connecticut: Greenwood Press.
- Garza, Hedda, 1999. Joan Baez (Hispanics of Achievement). Chelsea House Publications.
- Hajdu, David. 2001. Positively 4th Street. The Lives and Times of Joan Baez, Bob Dylan, Mimi Baez Fariña And Richard Fariña. New York City, New York: Farrar, Straus and Giroux. ISBN 0-86547-642-X
- Heller, Jeffrey, 1991. Joan Baez: Singer With a Cause (People of Distinction Series), Children's Press.
- Jaeger, Markus. 2006. Joan Baez and the Issue of Vietnam. ibidem-Verlag, Austria. (book is in English)
- Romero, Maritza, 1998. Joan Baez: Folk Singer for Peace (Great Hispanics of Our Time Series). Powerkids Books.

## وصلات خارجية
- جوان بيز على موقع IMDb (الإنجليزية)
- جوان بيز على موقع الموسوعة البريطانية (الإنجليزية)
- جوان بيز على موقع روتن توميتوز (الإنجليزية)
- جوان بيز على موقع مونزينجر (الألمانية)
- جوان بيز على موقع ألو سيني (الفرنسية)
- جوان بيز على موقع ميوزك برينز (الإنجليزية)
- جوان بيز على موقع رولينغ ستون (الإنجليزية)
- جوان بيز على موقع أول موفي (الإنجليزية)
- جوان بيز على موقع قاعدة بيانات الأفلام السويدية (السويدية)
- جوان بيز على موقع إن إن دي بي (الإنجليزية)

الوصلات الرئيسية
- Joan Baez — official website
- Joan Baez in Vietnam 1972
- Joan Baez page by Richard L. Hess
- "Joan Baez: The Folk Heroine Mellows With Age" 1984 article and interview, reprinted in 2007 by Crawdaddy!
- Ira Sandperl's web site including photos with Baez
- "Carry It On", 1970 documentary film of Joan Baez and David Harris produced by The New Film Company, Inc., Cambridge, Massachusetts
- Joan Baez in Palo Alto

Video links
- It Ain't Me Babe (Live 1965)
- End of tour interview with Youth Peace Ambassador (November 21, 2008)
- Joan Baez BBC Concert Live 1965